# چوپاک
چوپاک (به مجاری:  Csopak) یک شهرداری در مجارستان است که در ناحیه بالاتون‌فورد واقع شده‌است. چوپاک ۲۳٫۹۸ کیلومتر مربع مساحت و ۱٬۷۵۲ نفر جمعیت دارد.

## خواهرخوانده
شهرهای سوت (رومانی)، Myślenice و اورتورو خواهرخوانده‌های چوپاک هستند.